# Рухоцин
Рухоцин (пол. Ruchocin, нім. Neuzedlitz) — село в Польщі, у гміні Вітково Гнезненського повіту Великопольського воєводства.
Населення — 190 осіб (2011).
У 1975-1998 роках село належало до Конінського воєводства.

## Демографія
Демографічна структура станом на 31 березня 2011 року:
|          | Загалом | Допрацездатний вік | Працездатний вік | Постпрацездатний вік |
| -------- | ------- | ------------------ | ---------------- | -------------------- |
| Чоловіки | 105     | 24                 | 76               | 5                    |
| Жінки    | 85      | 21                 | 52               | 12                   |
| Разом    | 190     | 45                 | 128              | 17                   |